# Puchar Świata w skokach narciarskich 2020/2021 – Engelberg
Czwarte zawody Pucharu Świata w skokach narciarskich 2020/2021 rozegrane zostały w Engelbergu w dniach 19–20 grudnia 2020 roku. Zwycięzcą obydwu konkursów indywidualnych został  Halvor Egner Granerud, dla którego było to 4. i 5. zwycięstwo z rzędu w zawodach rangi Pucharu Świata.

## Skocznia
| Nazwa skoczni   | Nazwa skoczni        | Miejscowość | Punkt K | HS     | Rekord skoczni | Rekord skoczni | Rekord skoczni |
| --------------- | -------------------- | ----------- | ------- | ------ | -------------- | -------------- | -------------- |
|                 | Gross-Titlis-Schanze | Engelberg   | K-125   | HS-140 | 144,0 m        | Domen Prevc    | 18.12.2016     |
| Ryōyū Kobayashi | Gross-Titlis-Schanze | Engelberg   | K-125   | HS-140 | 144,0 m        | 16.12.2018     |                |

## Program zawodów
| Dzień      | Konkurencja                                        | Początek (Czas CET) | Liczba uczestników |
| ---------- | -------------------------------------------------- | ------------------- | ------------------ |
| 18 grudnia | Oficjalny trening                                  | 16:00               | —                  |
| 18 grudnia | Kwalifikacje do pierwszego konkursu indywidualnego | 18:00               | 58                 |
| 19 grudnia | Seria próbna                                       | 15:00               | —                  |
| 19 grudnia | Pierwszy konkurs indywidualny                      | 16:00               | 50                 |
| 20 grudnia | Kwalifikacje do drugiego konkursu indywidualnego   | 14:30               | 58                 |
| 20 grudnia | Drugi konkurs indywidualny                         | 16:00               | 50                 |

## Jury
Dyrektorem konkursów podczas zawodów Pucharu Świata w Engelbergu był Hubert Mathis oraz, z ramienia Międzynarodowej Federacji Narciarskiej, dyrektor zawodów Pucharu Świata, Sandro Pertile. Jego asystentem był, podobnie jak w innych oficjalnych zawodach organizowanych przez FIS, Borek Sedlák. Sędzią technicznym był Ivo Greger, a jego asystentem – Harald Haefker. Kontrolą sprzętu zajmował się Sepp Gratzer.
| Sędzia           | Stanowisko             | Stanowisko            | Stanowisko             | Stanowisko         |
| Sędzia           | Kwal. do 1-ego k. ind. | Pierwszy konkurs ind. | Kwal. do 2-ego k. ind. | Drugi konkurs ind. |
| ---------------- | ---------------------- | --------------------- | ---------------------- | ------------------ |
| Fabrice Piazzini |                        |                       |                        |                    |
| Jérome Gay       |                        |                       |                        |                    |
| Bob Knoll        |                        |                       |                        |                    |
| Mika Jukkara     |                        |                       |                        |                    |
| Andrzej Galica   |                        |                       |                        |                    |

## Wyniki

### Kwalifikacje do pierwszego konkursu indywidualnego – 18 grudnia 2020
| Pozycja | Zawodnik              | Reprezentacja | Skok 1  | Wynik |
| ------- | --------------------- | ------------- | ------- | ----- |
| 01 !    | Yukiya Satō           | Japonia       | 137,0 m | 153,0 |
| 02 !    | Piotr Żyła            | Polska        | 132,5 m | 152,4 |
| 03 !    | Halvor Egner Granerud | Norwegia      | 139,0 m | 149,0 |
| 4       | Markus Eisenbichler   | Niemcy        | 134,0 m | 147,0 |
| 5       | Daniel Huber          | Austria       | 132,0 m | 146,7 |
| 6       | Cene Prevc            | Słowenia      | 130,5 m | 143,1 |
| 7       | Kamil Stoch           | Polska        | 129,0 m | 142,7 |
| 8       | Ryōyū Kobayashi       | Japonia       | 132,5 m | 142,5 |
| 9       | Marius Lindvik        | Norwegia      | 133,0 m | 140,5 |
| 10      | Dawid Kubacki         | Polska        | 131,0 m | 140,3 |
| ...     |                       |               |         |       |

### Pierwszy konkurs indywidualny – 19 grudnia 2020
| Pozycja | Zawodnik                     | Reprezentacja     | Skok 1  | Skok 2  | Wynik |
| ------- | ---------------------------- | ----------------- | ------- | ------- | ----- |
| 01 !    | Halvor Egner Granerud        | Norwegia          | 133,5 m | 138.0 m | 311,4 |
| 02 !    | Kamil Stoch                  | Polska            | 134,0 m | 134,0 m | 309,2 |
| 03 !    | Anže Lanišek                 | Słowenia          | 137,5 m | 133,0 m | 302,7 |
| 4       | Markus Eisenbichler          | Niemcy            | 133,0 m | 138,0 m | 301,7 |
| 5       | Piotr Żyła                   | Polska            | 128,5 m | 131,0 m | 286,8 |
| 6       | Pius Paschke                 | Niemcy            | 129,0 m | 131,0 m | 285,8 |
| 7       | Andrzej Stękała              | Polska            | 125,0 m | 131,5 m | 284,4 |
| 8       | Bor Pavlovčič                | Słowenia          | 134,0 m | 130,5 m | 284,3 |
| 9       | Dawid Kubacki                | Polska            | 126,0 m | 132,5 m | 282,6 |
| 10      | Marius Lindvik               | Norwegia          | 126,5 m | 129,5 m | 282,5 |
| 11      | Martin Hamann                | Niemcy            | 126,5 m | 133,0 m | 281,9 |
| 12      | Daniel Huber                 | Austria           | 121,0 m | 129,5 m | 279,8 |
| 13      | Ryōyū Kobayashi              | Japonia           | 124,5 m | 132,0 m | 278,7 |
| 14      | Peter Prevc                  | Słowenia          | 122,5 m | 133,0 m | 274,3 |
| 15      | Mackenzie Boyd-Clowes        | Kanada            | 119,0 m | 131,0m  | 274,1 |
| 16      | Michael Hayböck              | Austria           | 119,5 m | 132,0 m | 272,5 |
| 17      | Jewgienij Klimow             | Rosja             | 121,0 m | 124,5 m | 266,9 |
| 18      | Johann Andre Forfang         | Norwegia          | 130,0 m | 123,5 m | 263,8 |
| 19      | Junshiro Kobayashi           | Japonia           | 128,0 m | 122,0 m | 263,3 |
| 20      | Antti Aalto                  | Finlandia         | 120,5 m | 122,5 m | 263,2 |
| 21      | Tilen Bartol                 | Słowenia          | 119,0 m | 117,5 m | 257,0 |
| 22      | Sander Vossan Eriksen        | Norwegia          | 118,5 m | 127,5 m | 256,0 |
| 23      | Keiichi Sato                 | Japonia           | 127,0 m | 119,0 m | 254,7 |
| 24      | Daiki Ito                    | Japonia           | 121,0 m | 120,5 m | 252,4 |
| 25      | Aleksander Zniszczoł         | Polska            | 127,5 m | 118,0 m | 249,1 |
| 26      | Thomas Lackner               | Austria           | 125,0 m | 117,0 m | 248,2 |
| 27      | Gregor Deschwanden           | Szwajcaria        | 120,0 m | 119,5 m | 245,5 |
| 28      | Constantin Schmid            | Niemcy            | 122,0 m | 119,0 m | 240,7 |
| 29      | Philipp Aschendwald          | Austria           | 114,0 m | 115,0 m | 237,8 |
| 30      | Gregor Schlierenzauer        | Austria           | 118,5 m | 110,0 m | 222,9 |
| 31      | Yukiya Satō                  | Japonia           | 116,0 m | -       | 117,8 |
| 32      | Domen Prevc                  | Słowenia          | 116,5 m | -       | 116,8 |
| 33      | Naoki Nakamura               | Japonia           | 113,0 m | -       | 114,8 |
| 34      | Klemens Murańka              | Polska            | 115,5 m | -       | 111,3 |
| 35      | Rok Justin                   | Słowenia          | 112,0 m | -       | 110,9 |
| 36      | Manuel Fettner               | Austria           | 114,5 m | -       | 109,7 |
| 37      | Cene Prevc                   | Słowenia          | 110,5 m | -       | 105,8 |
| 38      | Viktor Polášek               | Czechy            | 108,0 m | -       | 104,1 |
| 39      | Simon Ammann                 | Szwajcaria        | 111,0 m | -       | 102,6 |
| 40      | Giovanni Bresadola           | Włochy            | 106,0 m | -       | 101,5 |
| 41      | Artti Aigro                  | Estonia           | 104,0 m | -       | 99,2  |
| 42      | Dominik Peter                | Szwajcaria        | 105,5 m | -       | 98,2  |
| 43      | Michaił Nazarow              | Rosja             | 104,5 m | -       | 96,4  |
| 44      | Robert Johansson             | Norwegia          | 104,0 m | -       | 96,1  |
| 45      | Daniel-Andre Tande           | Norwegia          | 104,5 m | -       | 89,8  |
| 46      | Matthew Soukup               | Kanada            | 103,5 m | -       | 86,0  |
| 46      | Niko Kytosaho                | Finlandia         | 100,0 m | -       | 86,0  |
| 48      | Casey Larson                 | Stany Zjednoczone | 102,0 m | -       | 78,4  |
| 49      | Roman Siergiejewicz Trofimow | Rosja             | DSQ     | DSQ     | DSQ   |
| 50      | David Siegel                 | Niemcy            | DSQ     | DSQ     | DSQ   |

### Kwalifikacje do drugiego konkursu indywidualnego – 20 grudnia 2020
| Pozycja | Zawodnik              | Reprezentacja | Skok 1  | Wynik |
| ------- | --------------------- | ------------- | ------- | ----- |
| 01 !    | Halvor Egner Granerud | Norwegia      | 136,0 m | 144,3 |
| 02 !    | Daniel Huber          | Austria       | 134,0 m | 142,9 |
| 03 !    | Kamil Stoch           | Polska        | 129,5 m | 142,2 |
| 4       | Pius Paschke          | Niemcy        | 128,0 m | 140,7 |
| 5       | Piotr Żyła            | Polska        | 134,0 m | 140,3 |
| 6       | Markus Eisenbichler   | Niemcy        | 129,5 m | 138,0 |
| 7       | Dawid Kubacki         | Polska        | 131,0 m | 136,8 |
| 8       | Yukiya Satō           | Japonia       | 128,5 m | 135,1 |
| 9       | Marius Lindvik        | Norwegia      | 129,0 m | 133,5 |
| 10      | Robert Johansson      | Norwegia      | 126,0 m | 130,7 |
| ...     |                       |               |         |       |

### Drugi konkurs indywidualny – 20 grudnia 2020
| Pozycja | Zawodnik              | Reprezentacja | Skok 1  | Skok 2  | Wynik |
| ------- | --------------------- | ------------- | ------- | ------- | ----- |
| 01 !    | Halvor Egner Granerud | Norwegia      | 141,5 m | 135,5 m | 305,4 |
| 02 !    | Markus Eisnebichler   | Niemcy        | 134,0 m | 137,5 m | 303,7 |
| 03 !    | Piotr Żyła            | Polska        | 132,5 m | 127,5 m | 296,2 |
| 4       | Anže Lanišek          | Słowenia      | 132,0 m | 131,0 m | 295,6 |
| 5       | Pius Paschke          | Niemcy        | 131,0 m | 133,0 m | 294,1 |
| 6       | Mackenzie Boyd-Clowes | Kanada        | 132,5 m | 135,0 m | 293,5 |
| 7       | Kamil Stoch           | Polska        | 137,0 m | 127,5m  | 293,4 |
| 8       | Dawid Kubacki         | Polska        | 130,5 m | 128,5 m | 285,6 |
| 9       | Yukiya Sato           | Japonia       | 135,5 m | 121,5 m | 284,2 |
| 10      | Cene Prevc            | Słowenia      | 127,0 m | 128,0 m | 282,6 |
| 11      | Robert Johansson      | Norwegia      | 126,5 m | 125,5 m | 279,0 |
| 12      | Michael Hayböck       | Austria       | 129,5 m | 124,0 m | 275,6 |
| 13      | Daniel Huber          | Austria       | 139,5 m | 121,0 m | 275,2 |
| 14      | Marius Lindvik        | Norwegia      | 126,0 m | 125,5 m | 274,9 |
| 15      | Andrzej Stękała       | Polska        | 126,5 m | 123,5 m | 274,7 |
| 16      | Ryōyū Kobayashi       | Japonia       | 126,0 m | 131,0 m | 272,0 |
| 17      | Domen Prevc           | Słowenia      | 122,0 m | 128,0 m | 271,1 |
| 18      | Niko Kytosaho         | Finlandia     | 125,0 m | 131,5 m | 270,9 |
| 19      | Daniel-Andre Tande    | Norwegia      | 121,5 m | 129,5 m | 269,0 |
| 20      | Johann Andre Forfang  | Norwegia      | 124,0 m | 130,5 m | 268,9 |
| 21      | Martin Hamann         | Niemcy        | 125,5 m | 128,0 m | 263,0 |
| 22      | Klemens Murańka       | Polska        | 127,5 m | 123,0 m | 262,7 |
| 23      | Antti Aalto           | Finlandia     | 124,5 m | 124,0 m | 260,1 |
| 24      | Gregor Schlierenzauer | Austria       | 123,0 m | 124,0 m | 259,6 |
| 25      | Gregor Deschwanden    | Szwajcaria    | 122,0 m | 125,0 m | 259,0 |
| 26      | Manuel Fettner        | Austria       | 121,0 m | 125,0 m | 252,2 |
| 27      | Viktor Polášek        | Czechy        | 120,5 m | 122,0 m | 252,0 |
| 28      | Artti Aigro           | Estonia       | 122,5 m | 121,0 m | 244,5 |
| 29      | Čestmír Kožíšek       | Czechy        | 121,5 m | 114,0 m | 236,1 |
| 30      | Matthew Soukup        | Kanada        | 123,0 m | 110,0 m | 227,3 |
| 31      | Naoki Nakamura        | Japonia       | 116,5 m | -       | 122,3 |
| 32      | Andreas Wellinger     | Niemcy        | 117,0 m | -       | 120,5 |
| 33      | Peter Prevc           | Słowenia      | 117,5 m | -       | 120,3 |
| 34      | David Siegel          | Niemcy        | 121,0 m | -       | 119,7 |
| 35      | Bor Pavlovčič         | Słowenia      | 120,5 m | -       | 119,4 |
| 36      | Jewgiwnij Klimow      | Rosja         | 120,5 m | -       | 119,2 |
| 37      | Junshiro Kobayashi    | Japonia       | 117,5 m | -       | 118,2 |
| 38      | Philipp Aschenwald    | Austria       | 118,5 m | -       | 117,3 |
| 39      | Severin Freund        | Niemcy        | 113,5 m | -       | 114,3 |
| 40      | Rok Justin            | Słowenia      | 115,5 m | -       | 114,1 |
| 41      | Constantin Schmid     | Niemcy        | 116,0 m | -       | 113,7 |
| 42      | Danił Sandriejew      | Rosja         | 113,0 m | -       | 111,5 |
| 43      | Tilen Bartol          | Słowenia      | 109,5 m | -       | 110,1 |
| 44      | Dominik Peter         | Szwajcaria    | 110,5 m | -       | 107,7 |
| 45      | Daiki Ito             | Japonia       | 110,0 m | -       | 107,2 |
| 46      | Keiichi Sato          | Japonia       | 113,0 m | -       | 106,0 |
| 47      | Sander Vossan Eriksen | Norwegia      | 111,0 m | -       | 105,5 |
| 48      | Aleksander Zniszczoł  | Polska        | 108,0 m | -       | 104,3 |
| 49      | Thomas Lackner        | Austria       | 104,0 m | -       | 98,8  |
| 50      | Giovanni Bresadola    | Włochy        | 100,5 m | -       | 89,1  |

## Klasyfikacje po zawodach

### Klasyfikacja indywidualna
Po zawodach w Engelbergu na pozycji lidera Pucharu Świata 2020/2021 umocnił się Norweg Halvor Egner Granerud. Dzięki osiągnięciu podium w drugim konkursie indywidualnym na Gross-Titlis-Schanze Piotr Żyła przesunął się na czwartą pozycję w klasyfikacji. W czołowej dziesiątce Pucharu Świata znalazło się wówczas trzech reprezentantów Polski. Na siódmym miejscu z wynikiem 205 punktów po siedmiu konkursach indywidualnych znalazł się Dawid Kubacki, a czołową dziesiątkę ze 178 punktami zamykał Kamil Stoch. Podczas dwudniowej rywalizacji w Engelbergu punktowało sześciu Polaków.
| Miejsce | Zawodnik              | Punkty | Zmiana |
| ------- | --------------------- | ------ | ------ |
| 1.      | Halvor Egner Granerud | 600    | -      |
| 2.      | Markus Eisenbichler   | 463    | -      |
| 3.      | Robert Johansson      | 244    | -      |
| 4.      | Piotr Żyła            | 238    | +4     |
| 5.      | Anže Lanišek          | 219    | +5     |
| ...     |                       |        |        |

### Klasyfikacja drużynowa
Po weekendzie w Engelbergu nie zaszły zmiany w klasyfikacji Pucharu Narodów w skokach narciarskich 2020/2021. Prowadzili nadal Norwegowie (1477 punktów), przed Niemcami (1396) i Polakami (1205). Zawody w Szwajcarii okazały się szczęśliwe dla Kanadyjczyków. Najlepszy wynik w karierze (6. miejsce) zanotował Mackenzie Boyd-Clowes, który dzięki temu przesunął się na 19. pozycję w klasyfikacji indywidualnej Pucharu Świata. W niedzielnym konkursie po raz pierwszy w swojej karierze punktował także (30. miejsce) 23-letni wówczas Matthew Soukup.
| Miejsce | Reprezentacja     | Punkty | Przybytek | Zmiana |
| ------- | ----------------- | ------ | --------- | ------ |
| 1.      | Norwegia          | 1477   | +313      | -      |
| 2.      | Niemcy            | 1396   | +252      | -      |
| 3.      | Polska            | 1205   | +349      | -      |
| 4.      | Austria           | 847    | +99       | -      |
| 5.      | Słowenia          | 729    | +210      | -      |
| 6.      | Japonia           | 656    | +91       | -      |
| 7.      | Rosja             | 195    | +14       | -      |
| 8.      | Szwajcaria        | 158    | +10       | -      |
| 9.      | Kanada            | 86     | +57       | -      |
| 10.     | Finlandia         | 43     | +32       | +1     |
| 11.     | Estonia           | 27     | +3        | -1     |
| 12.     | Włochy            | 8      | 0         | -      |
| 13.     | Czechy            | 6      | +6        | +1     |
| 14.     | Stany Zjednoczone | 3      | 0         | -1     |